# باول فرانكلين (موسيقي)
باول فرانكلين (بالإنجليزية: Paul Franklin)‏ هو موسيقي وكاتب أغاني وعازف قيثارة أمريكي، ولد في 31 مايو 1954 في ديترويت في الولايات المتحدة.

## وصلات خارجية
- باول فرانكلين على موقع IMDb (الإنجليزية)
- باول فرانكلين على موقع ميوزك برينز (الإنجليزية)
- باول فرانكلين على موقع ديسكوغز (الإنجليزية)
- باول فرانكلين على موقع قاعدة بيانات الفيلم (الإنجليزية)